# エルンスト・アウグスト (ブラウンシュヴァイク公)
エルンスト・アウグスト（ドイツ語: Ernst August, 1887年11月17日 - 1953年1月30日）は、ブラウンシュヴァイク公国の最後の公（在位：1913年11月2日 - 1918年11月8日）。ハノーファー王太子エルンスト・アウグストの三男で、1923年から死去まで「エルンスト・アウグスト3世」としてハノーファー王家の家長でもあった。

## 生涯
1887年11月17日、元ハノーファー王太子エルンスト・アウグスト（2世）とその妃であったデンマーク王クリスチャン9世の王女テューラの間に第6子（末子）としてウィーンのペンツィングで生まれた。父エルンスト・アウグスト（2世）はイギリス王ジョージ3世の曾孫にあたり、イギリス王子の称号とイギリス貴族カンバーランド＝テヴィオットデイル公の爵位を持っていた。2人の兄がともに先立ったため、エルンスト・アウグストはハノーファー王家家長とカンバーランド公位の法定推定相続人となった。
- 混乱を避けるため便宜上、以後は本記事の人物（3世）を「エルンスト・アウグスト」と、同名の父（2世）を「カンバーランド公」と表記する。

1884年、ハノーファー家（ブラウンシュヴァイク＝リューネブルク家）の遠戚にあたるブラウンシュヴァイク＝ヴォルフェンビュッテル家のブラウンシュヴァイク公ヴィルヘルムが死去し、ブラウンシュヴァイク公が空位となった。カンバーランド公は彼の最近親の男系男子として公位継承権を主張したが、帝国宰相オットー・フォン・ビスマルクは連邦参議院に継承権者不在を決議させてプロイセン王子アルブレヒトをブラウンシュヴァイク公国の摂政とした。これは1866年の普墺戦争において、ハノーファーがオーストリア帝国側につき、敗戦後プロイセンに併合されたものの最後のハノーファー王であるゲオルク5世やその長男のカンバーランド公がハノーファー王位を主張し続けていたためだった。1906年にアルブレヒトが死去すると、カンバーランド公は自身の公位継承権を放棄して長子のゲオルク・ヴィルヘルムに即位させるという提案を行なったが、これも後任の摂政であるメクレンブルク公ヨハン・アルブレヒトと連邦参議院によって否決された。
ゲオルク・ヴィルヘルムが1912年5月20日に自動車事故によって死去した後、ドイツ皇帝ヴィルヘルム2世はカンバーランド公に対して弔文を送った。この返礼のためにカンバーランド公はエルンスト・アウグストをベルリンへ遣ったが、この時彼はヴィルヘルム2世の一人娘であるプロイセン王女ヴィクトリア・ルイーゼと逢い、2人の交際が始まった。
1913年5月24日、エルンスト・アウグストとヴィクトリア・ルイーゼはマリエンブルク城で結婚式を挙げた。これによってハノーファー家とホーエンツォレルン家の間の対立関係に終止符が打たれた。2人の結婚式は第一次世界大戦前にヨーロッパ諸国の君主（イギリス女王ヴィクトリアやデンマーク王クリスチャン9世の子孫が多かった）が一堂に会する最後の機会となった。具体的にはドイツ皇帝ヴィルヘルム2世と皇后アウグステ・ヴィクトリア、カンバーランド公と妻のデンマーク王女テューラ、イギリス王ジョージ5世と王妃メアリー、ロシア皇帝ニコライ2世と皇后アレクサンドラらが参列した。また先立って2月に行なわれた婚約発表においてエルンスト・アウグストは皇帝に対して忠誠宣誓を行い、騎兵大尉及び第3騎兵連隊"フォン・ツィーテン"（Brandenburgisches Husarenregiment Nr. 3 "von Zieten"）の中隊指揮官に任じられた。なおこの連隊はかつてエルンスト・アウグストの祖父ゲオルク5世や曽祖父エルンスト・アウグストが大佐として隊長を務めていた。
1913年10月27日、カンバーランド公はブラウンシュヴァイク公位に対する継承権の放棄を宣言し、翌日連邦参議院はエルンスト・アウグストにブラウンシュヴァイク公を与えることを決議した。エルンスト・アウグストは同年11月1日にブラウンシュヴァイク城で即位し、大佐に昇進して第3騎兵連隊"フォン・ツィーテン"の連隊長に任じられた。
第一次世界大戦中、エルンスト・アウグストは陸軍少将の地位にあった。大戦末期にドイツ革命が勃発すると、1918年11月8日に退位宣言に署名し君主権を失い、公国はヴァイマル共和政のブラウンシュヴァイク自由州となった。また彼が第一次世界大戦においてドイツ陸軍で軍務に就いていたことから、イギリス王ジョージ5世が1919年に発布した称号剥奪法によって父が持っていたカンバーランド公の爵位が剥奪された。このため1923年に父が死ぬとハノーファー家の当主は継承したが、カンバーランド公としては父の爵位剥奪と死によって断絶した。
1953年1月30日、ハノーファーのマリエンブルク城で65歳で死去した。

## 子女
妃であるヴィクトリア・ルイーゼとの間には、以下の4男1女をもうけた。
- エルンスト・アウグスト・ゲオルク・ヴィルヘルム・クリスティアン・ルートヴィヒ・フランツ・ヨーゼフ・ニコラウス・オスカー（1914年 - 1987年） - ハノーファー王家およびブラウンシュヴァイク公家家長
- ゲオルク・ヴィルヘルム・エルンスト・アウグスト・フリードリヒ・アクセル（1915年 - 2006年）
- フリーデリケ・ルイーゼ・ティーラ・ヴィクトリア・マルガリータ・ゾフィア・オルガ・ツェツィーリア・イザベラ・クリスタ（1917年 - 1981年） - ギリシャ王パウロス1世妃
- クリスティアン・オスカー・エルンスト・アウグスト・ヴィルヘルム・ヴィクトル・ゲオルク・ハインリヒ（1919年 - 1981年）
- ヴェルフ・ハインリヒ・エルンスト・アウグスト・ゲオルク・クリスティアン・ベルトホルト・フリードリヒ・ヴィルヘルム・ルイス・フェルディナント（1923年 - 1997年）